# Joseph-François Malgaigne
Joseph François Malgaigne, né le 14 février 1806 à Charmes (Vosges) et mort le 10 janvier 1865 à Saint-Gratien (Val-d'Oise), est un médecin, chirurgien, anatomiste et historien de la médecine français. Il est le plus connu des médecins français venus assister l'armée polonaise pendant l'insurrection de 1830-1831.

## Biographie

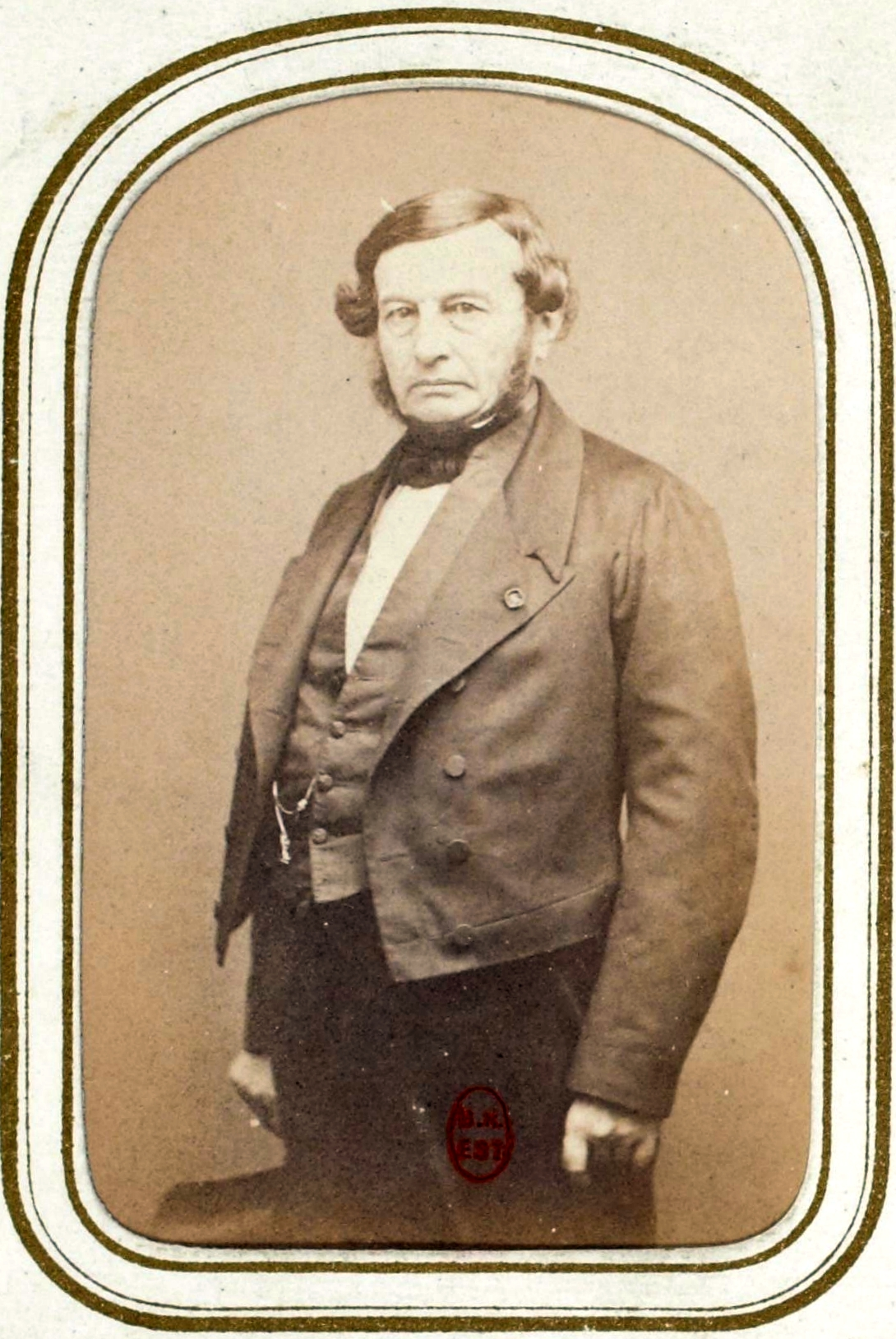
Joseph-François Malgaigne par Étienne Carjat.

### Origines familiales et formation
Joseph-François Malgaigne est issu d'une famille de médecins : son grand-père était chirurgien et son père officier de santé durant les guerres napoléoniennes.
À 15 ans, il part à Nancy étudier pour devenir lui aussi officier de santé. Il est reçu à ce grade à 19 ans ; il assure aussi la direction d'un journal : Le Spectateur de la Lorraine. En 1826, il vient à Paris pour continuer ses études à la faculté de médecine de Paris.  Il suit les cours de Guillaume Dupuytren. 
Il entre à l'hôpital du Val de Grâce en 1829. Il obtient son doctorat en médecine en 1831, puis est reçu à l'agrégation en 1835.

### L'insurrection polonaise de 1830-1831
En mars 1831, pendant l'insurrection du royaume de Pologne contre le tsar Nicolas Ier, il se porte volontaire en réponse à un appel du Comité La Fayette en faveur des Polonais. 
Il est placé à la tête d'un des deux groupes organisés par le comité. Avec un contrat d'engagement établi par la légation polonaise de Paris (général Kniaziewicz), il part en avril 1831, accompagné d'un chirurgien, d'un officier de santé, de deux pharmaciens et de sept étudiants en médecine. 
Le groupe est présent à Varsovie au sein de la 4ème Division d'infanterie lors de la prise de la ville par l'armée russe (6 et 7 septembre 1831). 
Malgaigne est fait chevalier de l'ordre militaire Virtuti Militari par le gouvernement national insurgé, réfugié à Plock, le 11 septembre, peu de temps avant que les forces polonaises se réfugient en Prusse (fin septembre-début octobre).

### Carrière
En 1835, il devient chirurgien des hôpitaux de Paris, où il aura comme collègue de travail Auguste Nélaton. Il donne également des cours d’anatomie et de chirurgie et tient des conférences sur les hernies et les bandages. 
En 1841, il lance le Journal de chirurgie qui deviendra la Revue médico-chirurgicale. En 1844, il met au point une méthode pour l'opération du bec de lièvre. En 1845, il est nommé chirurgien de l'hôpital Saint-Louis. 
Il est brièvement député de la Seine de juin 1847 à février 1848.
En 1850, il obtint la chaire d'opérations et appareils, puis de clinique chirurgicale et de pathologie externe à la Faculté de médecine de Paris. 
Dans les années 1850, il publie nombre d'observations sur la cautérisation de l'oreille, notamment dans le traitement de la sciatique (Acupuncture auriculaire : études princeps et développement historique). À la même époque, il approfondit l'étude de la fracture osseuse de l'avant-bras entreprise avant lui par le chirurgien italien Giovanni Battista Monteggia et qu'il nommera fracture de Monteggia.
Il est choisi comme président pour l'année 1865 de l'Académie de médecine, où il avait été élu le 23 juin 1846 dans la section de médecine opératoire. 
Il meurt le 17 janvier 1865 à Saint-Gratien (Val-d'Oise), des suites d'une attaque survenue une semaine plus tôt lors d'une séance de l'Académie de médecine qu'il présidait.

### Contributions scientifiques
On lui doit la description de la « ligne de Malgaigne » : une hernie de l'aine est dite hernie inguinale si son collet est situé au-dessus de la ligne de Malgaigne (projection cutanée de l'arcade crurale tendue entre l'épine du pubis et l'épine iliaque antérosupérieure). La hernie crurale, fréquente chez la femme, a en revanche un collet situé au-dessous de la ligne de Malgaigne.
Spécialiste de la chirurgie orthopédique du genou, de l'épaule et de la hanche, il a mis au point plusieurs appareils pour traiter les fractures.

## Publications

### Médecine
- 1831 : Paradoxes de médecine théorique et pratique, thèse de médecine présentée et soutenue à la Faculté de médecine de Paris le 28 mars 1831, pour obtenir le grade de docteur en médecine, Paris, Didot le Jeune, 1831 (Texte intégral)
- 1834 : Manuel de chirurgie opératoire
- 1835 : Traité des fractures et des luxations
- 1838 : Traité d’anatomie chirurgicale et de chirurgie expérimentale
- 1841 : Manuel de médecine opératoire, fondée sur l'anatomie normale et l'anatomie pathologique
- 1847 : Traité des fractures et des luxations, volume 1, Paris, J.B. Baillière, 1847  (Texte intégral)
- 1855 : Traité des fractures et des luxations, volume é, Paris, J.B. Baillière, 1855 (Texte intégral)

### Histoire de la médecine
- Histoire de la chirurgie en Occident depuis le VIe jusqu'au XVIe siècle et Histoire de la vie et des travaux d'Ambroise Paré, Paris, J. B. Baillière et fils, sd [BnF : FRBNF32411415]
- Œuvres complètes d'Ambroise Paré revues et collationnées sur toutes les éditions avec les variantes [...], accompagnées de notes historiques et critiques et précédées d'une introduction sur l'origine et les progrès de la chirurgie en Occident du sixième au seizième siècle et sur la vie et les ouvrages d'Ambroise Paré par J.-F. Malgaigne, Paris, J.-B. Baillière, 1840-1841, 3 volumes [BnF : FRBNF37519353]  (introduction disponible en ligne)
- Notice sur Dupuytren, Paris, Firmin-Didot, coll. « Nouvelle Biographie générale », 1856 [BnF : FRBNF30866310]

## Hommages
Une école maternelle, une école primaire ainsi qu'une rue portent son nom à Charmes, sa ville natale.